# Ishmael Mhaladi
Ishmael Mhaladi (* 21. Januar 1948) ist ein ehemaliger botswanischer Mittelstreckenläufer, der sich auf die Distanz 1500 m spezialisiert hatte.
Mhaladi schied bei den Olympischen Sommerspielen 1980 in Moskau im Wettkampf über 1500 m im Vorlauf aus.